# Sauveterre-de-Rouergue

Sauveterre-de-Rouergue este o comună în departamentul Aveyron din sudul Franței. În 1 ianuarie 2022 avea o populație de 711 de locuitori.